# Kreator
Kreator är ett tyskt thrash metal-band som bildades 1982 i Essen. Bandet hette från början Metal Militia och sedan Tyrant och Tormentor. De debuterade 1985 med skivan Endless Pain och har efter denna producerat ett antal extrema thrash-skivor. 
2017 användes Kreators låt Pleasure to Kill i TV-serien Dark.

## Medlemmar
Nuvarande medlemmar
- Jürgen "Ventor" Reil – trummor (1984–1994, 1996– ), sång (1984–1986)
- Miland "Mille" Petrozza – gitarr, sång (1984– )
- Sami Yli-Sirniö – gitarr (2001– )
- Frédéric Leclercq – basgitarr (2019– )

Tidigare medlemmar
- Roberto "Rob" Fioretti – basgitarr (1984–1992)
- Michael Wulf – gitarr (1986; död 1993)
- Jörg "Tritze" Trzebiatowski – gitarr (1986–1989)
- Frank "Blackfire" Gosdzik – gitarr (1989–1996)
- Andreas Herz – basgitarr (1992–1995)
- Joe Cangelosi – trummor (1994–1996)
- Christian "Speesy" Giesler – basgitarr (1995–2019)
- Tommy Vetterli – gitarr (1996–2001)

Turnerande medlemmar
- Bogusz Rutkiewicz – basgitarr (1988)
- Markus Freiwald – trummor (1999)
- Marco Minnemann – trummor (2009–2010)

## Diskografi
Studioalbum
- 1985 – Endless Pain
- 1986 – Pleasure to Kill
- 1988 – Terrible Certainty
- 1989 – Extreme Aggression
- 1990 – Coma of Souls
- 1992 – Renewal
- 1995 – Cause for Conflict
- 1997 – Outcast
- 1999 – Endorama
- 2001 – Violent Revolution
- 2005 – Enemy of God
- 2009 – Hordes of Chaos
- 2012 – Phantom Antichrist
- 2017 – Gods of Violence
- 2022 – Hate Über Alles

Livealbum
- 2003 – Live Kreation
- 2010 – Terror Prevails - Live at Rock Hard Festival
- 2012 – Terror Prevails - Live at Rock Hard Festival, Pt. 2
- 2013 – Dying Alive (3CD + DVD)
- 2017 – Live Antichrist
- 2019 – Live at Dynamo Open Air 1998
- 2020 – London Apocalypticon - Live at The Roundhouse

EP
- 1986 – Flag of Hate
- 1988 – Out of the Dark... into the Light
- 1997 – Leave This World Behind
- 2000 – Chosen Few
- 2016 – Violence Unleashed
- 2019 – For the Hordes

Singlar
- 1987 – "Behind the Mirror"
- 1990 – "People of the Lie"
- 1995 – "Isolation"
- 1999 – "Endorama"
- 2012 – "Phantom Antichrist"
- 2012 – "Civilization Collapse"
- 2014 – "Iron Destiny"
- 2016 – "Earth Under the Sword"
- 2017 – "Hail to the Hordes"
- 2019 – "Satan Is Real / Gods of Violence"

Samlingsalbum
- 1996 – Scenarios of Violence
- 1999 – Voices of Transgression: A 90s Retrospective
- 2000 – 1985-1992 Past Life Trauma
- 2016 – Love Us or Hate Us - The Very Best of the Noise Years 1985-1992

Video
- 1990 – Live in East Berlin (VHS)
- 1991 – Hallucinative Comas (VHS)
- 2003 – Live Kreation - Revisioned Glory (DVD)
- 2008 – At the Pulse of Kapitulation - Live in East Berlin 1990	Video (DVD + CD)

Annat
- 1988 – Sounds Waves 1 (delad EP: Kreator / Motörhead / Celtic Frost)
- 1990 – Thrashing East (delad VHS: Sabbat / Coroner / Kreator / Tankard)
- 1990 – Doomsday News III - Thrashing East Live (delad album: Sabbat / Coroner / Kreator / Tankard)
- 2012 – The Big Teutonic 4 (delad EP: Destruction / Kreator / Sodom / Tankard)
- 2013 – "From Flood into Fire (live)" / "Summon all Hate" (delad singel: Kreator / Legion of the Damned)
- 2014 – "Breaking the Law" / "Iron Destiny" (delad singel: Arch Enemy / Kreator)
- 2015 – The Big Teutonic 4 - Part II (delad EP: Destruction / Kreator / Sodom / Tankard)